# Fintan McCarthy
Fintan McCarthy (Skibbereen, 23 de novembro de 1996) é um remador irlandês, campeão olímpico.

## Carreira
McCarthy conquistou a medalha de ouro nos Jogos Olímpicos de Verão de 2020 em Tóquio na prova de skiff duplo leve, ao lado de Paul O'Donovan, com o tempo de 6:06.43.